# Sphaerotherium weberii
Sphaerotherium weberii är en mångfotingart som beskrevs av Filippo Silvestri 1910. Sphaerotherium weberii ingår i släktet Sphaerotherium och familjen Sphaerotheriidae. Inga underarter finns listade i Catalogue of Life.